# 앤디 눌만

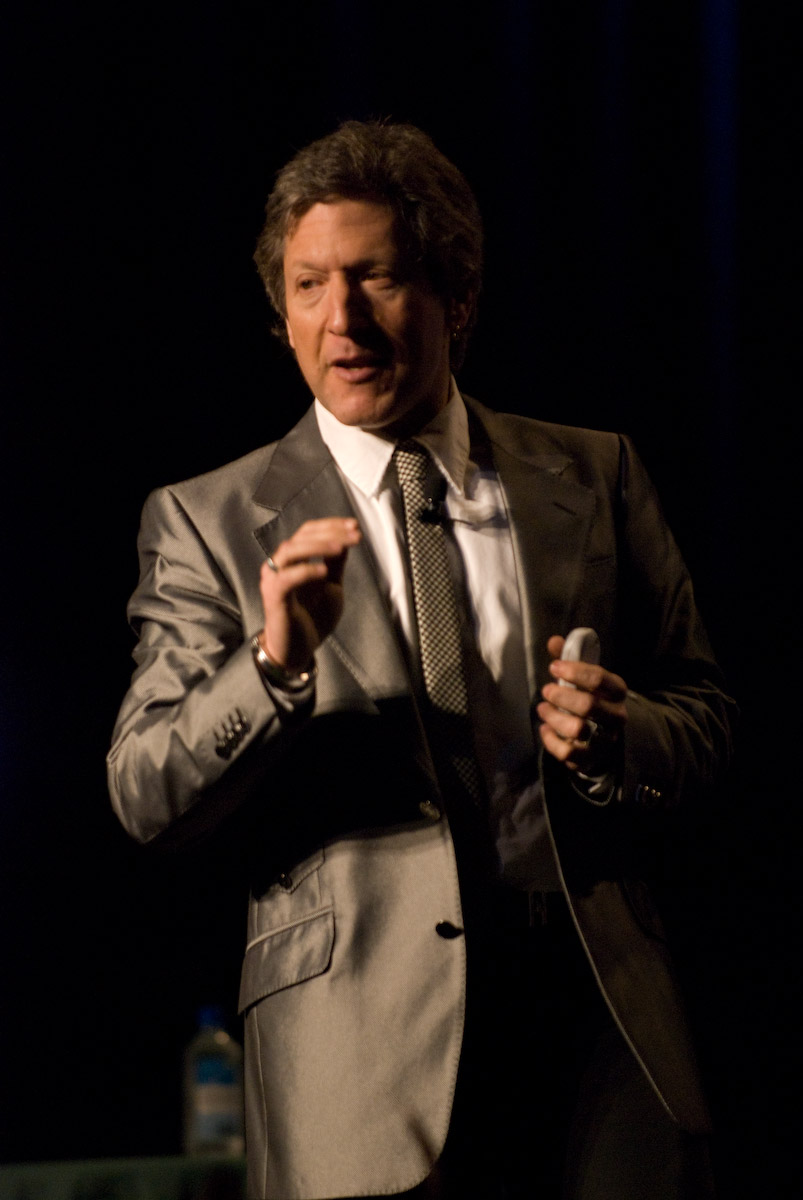

 앤디 눌만(영어: Andy Nulman, 1959년 ~)는 캐나다 몬트리올에 기반을 둔 기업인으로 세계 최대의 코미디 페스티벌 Just for Laughs의 공동창립자이다. 캐나다 맥길 대학교의 Desautels Faculty of Management에서 경영학 학사 학위를 취득하였다. 같은 대학에서 상경계 계열 학생들을 위해 "마케팅과 사회"("Marketing and Society") 수업을 진행하기도 했다.